# Limnebius mundus
Limnebius mundus är en skalbaggsart som beskrevs av Baudi 1864. Limnebius mundus ingår i släktet Limnebius och familjen vattenbrynsbaggar. Inga underarter finns listade i Catalogue of Life.